# Порожній світ
«Порожній світ» (англ. Empty World) — підлітковий постапокаліптичний роман британського письменника Джона Крістофера, написаний 1977 року. Одинадцятий роман автора у вище вказаному жанрі. Німецький телеканал ZDF 1987 році здійснив екранізацію роману, який отримав аналогічну назву. Наразі оновлена екранізація «Порожнього світу» знаходиться у процесі виробництва німецькою компанією Lago Film та американською Cherry Road Films з Лос-Анджелеса.

## Сюжет
15-річний Ніл Міллер стає сиротою внаслідок дорожньо-транспортної пригоди, після чого їде жити до бабусі та дідуся у Вінчелсі, Англія. Ніл зазнає посттравматичного стресу внаслідок автомобільної катастрофи та, незважаючи на поодинокі спроби влитися до однолітків, продовжує триматися осторонь них. А тим часом продовжують ширитися новини про нову хворобу, яка через своє походження отримала назву Калькутська чума, вище вказана недуга прискорює процеси старіння у людей. Чума, здається, стовідсотково смертельна, і хоча спочатку зачіпає лише тих, хто вже перейшов у похилий вік (забирає життя старого вчителя в його школі та обох його бабусь і дідусів), але швидко мутує, допоки не забирає життя 2-річної дівчинки (Сьюзі), яку Ніл знайшов та намагався доглядати. У цей час Ніл помічає, що заразився чумою, але після короткотривалої гарячки бачить, що залишився незмінним. Смерть дівчинки (а раніше її 6-річного брата Томмі) залишає Ніла єдиним вцілілим у Вінчелсі, після чого хлопець розуміє, що Вінчелсі стає небезпечним (частково, через зграї диких собак). Хлопець виїжджає до Лондона, беручи спочатку ручниковий Mini, на якому йому важко їздити, а потім автоматичний Jaguar.
Прибувши до Лондона, він зустрічає свого психічно неврівноваженого Клейва, який хоч і доброзичливо ставиться до Ніла, проте вночі псує його машину аж до руйнування, при цьому він краде кільце матері, яке зберігав Ніл, що було єдиним спогадом про його матір, але помітив крадіжку згодом, через що покидає Клайва в центральній частині Лондона.
Після знаходження тіла іншого вцілілого, Пітера, який покінчив життя самогубством за декілька годин до того, як Ніл знайшов його тіло, хлопець знову зневірився, але знаходить докази існування інших вижилих, зрештою зустрічаючи Біллі та Люсі.
Біллі відверто вороже ставиться до Ніла, вочевидь дівчина певним чином постраждала або під час чуми, або безпосередньо після її завершення, але Ніл товаришує з Люсі і починає з нею романтичні стосунки, чим засмучує Біллі.
У цей час Ніл помічає, що собак витіснили небезпечніші щури, і щонайменше одна велика кішка втекла з місцевого зоопарку і, хоча жоден з молодих людей ніколи її не бачив на власні очі, але чув її поза квартирою, в якій проживать вижилі. Саме з метою захисту від хижака Ніл озброюється пістолетом та боєприпасами, забраними з магазину спортивних товарів.
Біллі та Ніл продовжують сперечатися протягом невстановленого періоду часу, при цьому Люсі поступово займає в аргументах сторону Ніла, допоки зрештою під час пошуків їжі Біллі не намагається вбити Ніла, вдаривши останнього в спину кухонним ножем. Вочевидь, атака була заздалегідь продумана, оскільки коли Ніл намагається захиститися рушницею, виявляється, що вона була розряджена.
Ніл отримав травму, але здолав Біллі і повернувся до Люсі, де замкнув Біллі та вирішив переїхати до раніше обговорюваного фермерського будинку. Біллі повертається до будинку і благає Люсі та Ніла впустити його назад, але вони вирішують, що більше ніколи не зможуть йому довіряти, і залишають Біллі надворі. В останньому абзаці книги Ніл різко передумує, відчуваючи, що ніколи не подолає провину, що залишив Біллі померти, і з Люсі спускається вниз, щоб відчинити двері й знову впустити його всередину.